# NGC 4908
NGC 4908 (również PGC 44832 lub UGC 8129) – galaktyka eliptyczna (E), znajdująca się w gwiazdozbiorze Warkocza Bereniki.
Odkrył ją William Herschel 11 kwietnia 1785 roku. Niezależnie odkrył ją Heinrich Louis d’Arrest 22 kwietnia 1865 roku. Pozycja podana przez Herschela była jednak niedokładna – leży ona pomiędzy dwiema galaktykami – jaśniejszą PGC 44832 i ciemniejszą PGC 44828 (IC 4051). W wyniku tej niedokładności pozycji oraz błędnych identyfikacji przez XIX-wiecznych astronomów, te dwie sąsiednie galaktyki w wielu źródłach (np. w bazie SIMBAD) identyfikowane są odwrotnie, czyli PGC 44832 nosi oznaczenie IC 4051, zaś PGC 44828 – NGC 4908.